# DN19B
De DN19B (Drum Național 19B of Nationale weg 19B) is een weg in Roemenië. Hij loopt van Săcueni via Marghita naar Nușfalău. De weg is 54 kilometer lang.